# Коток і скрипка
«Коток і скрипка» (рос. «Каток и скрипка») — російський радянський короткометражний фільм, дипломна робота кінорежисера Андрія Тарковського. Прем'єра відбулася в СРСР 30 грудня 1960 року.

## Сюжет
У старому будинку в центрі Москви мешкає хлопчик Саша. Щодня він стає предметом кпинів з боку сусідських дітей через те, що Саша вчиться грати на скрипці.
Одного ранку Сашко знайомиться з Сергієм — водієм червоного асфальтного котка, який заступається за малого музику. Хлопчик зупиняється перед вітриною, бачить, як жінка розсипала яблука. У коридорі музичної школи Сашко поруч із іншою дівчинкою чекає свого уроку. Сувора вчителька зупиняє музичний порив скрипаля за допомогою метронома.
Після того, як Сашко отримав свою оцінку, він прямує з Сергієм на обідню перерву. Там він заступається за слабшого хлопчика перед хуліганом. Потім починається дощ і він зачаровано дивиться на те, як зносять старий будинок.
Після невеликої сварки хлопець кидає хліб на землю. Після примирення Сашко показує Сергієві свою скрипку, розповідає йому про музику й грає п'єсу, що вивчає в школі. Вони домовляються зустрітися ввечері біля кінотеатру й подивитися фільм «Чапаєв».
Вдома хлопець готується до цієї зустрічі, надягає червону сорочку, та мати не пускає Сашка в кіно з невідомим їм дорослим чоловіком. В розпачі, хлопець кидає Сергієві записку з балкона, але той її не помічає. Розчарований і ображений Сергій прямує до кінотеатру з співробітницею.
Сашко заплющує очі й мріє про нову зустріч із водієм червоного котка.

## У головних ролях
- Ігор Фомченко — Саша
- Володимир Заманський — Сергій
- Наталія Архангельська — дівчина (співробітниця Сергія)

## Нагороди
- 1961 — Перша премія на фестивалі студентських фільмів у Нью-Йорку